# 1962년 10월 프랑스 국민투표
1962년 10월 프랑스 국민투표는 1962년 10월 28일 프랑스에서 치러진 대통령 직선제 개헌안에 대한 찬반투표로, 77% 투표율에 62.3% 찬성으로 통과되었다.

## 배경
직선제가 도입된 제2공화국에서 나폴레옹 3세를 대통령으로 선출한 이후, 제3공화국과 제4공화국은 의회에서 대통령을 선출했고, 제5공화국도 처음엔 선거인단이 대통령을 선출했다.
그러나 대통령이 상징적 위치였던 3공화국이나 4공화국과는 달리, 5공화국 헌법을 만든 샤를 드 골 대통령은 혼란을 피하기 위해 대통령의 권한이 더 강해야 한다고 주장했고, 그 정치력을 높이기 위해 조르주 퐁피두 총리를 통해 결선투표와 직선제를 도입한 개헌안을 발의한다.

## 과정
당시 프랑스 헌법 89조에 따르면 개헌을 위해서는 우선 국민 의회와 프랑스 상원을 통과해야 했는데, 드 골 대통령은 국민투표를 통한 법 제정을 규정한 11조를 이용해 개헌안을 국민투표에 부쳤다.
그러나 이 법 적용은 많은 학자들과 정치인들의 반대에 부딪혔고, 가스통 모르네비유 상원의장은 해당 결정을 헌법위원회에 제소했지만 기각되었다.
이에 1962년 10월 4일 국민 의회는 내각 불신임 결의를 통해 헌법을 무시하고 개헌안을 제출한 퐁피두 총리를 해임했지만, 드골 대통령은 국민 의회를 해산하고 퐁피두 총리를 재임명했다.

## 결과
| 대통령 직선제  | 대통령 직선제 | 대통령 직선제 |
| 찬성 또는 반대 | 득표수        | 득표율        |
| -------------- | ------------- | ------------- |
| 찬성           | 13,150,516    | 62.3%         |
| 반대           | 7,974,538     | 37.7%         |
| 총 득표수      | 21,694,563    | 100.00%       |
| 투표율         | 77%           | 77%           |

## 같이 보기
- 샤를 드 골
- 조르주 퐁피두
- 프랑스 제5공화국